# Kim Ah-joong
Đây là một tên người Triều Tiên, họ là Kim.
Kim Ah-joong (sinh ngày 16 tháng 10 năm 1982) là một nữ diễn viên, người mẫu và ca sĩ Hàn Quốc. Cô được biết đến nhiều nhất với vai chính trong bộ phim điện ảnh Sắc đẹp ngàn cân (2006).

## Tiểu sử
Kim Ah-joong sinh ngày 16 tháng 10 năm 1982 tại Hwigyeong-dong, Dongdaemun-gu, Seoul, Hàn Quốc.
Sau khi tốt nghiệp Đại học nữ sinh Dongduk, Kim Ah-joong từng có thời gian sang Thụy Sĩ để theo học ngành Quản trị khách sạn. Sau đó, cô theo học tại Đại học Hàn Quốc và đã tốt nghiệp với bằng thạc sĩ chuyên ngành báo chí và truyền thông đại chúng năm 2011.

## Đời tư
Vào tháng 9 năm 2011, Kim Ah-joong bị kết tội trốn thuế trong khoảng thời gian từ 2007 đến 2009. Cô đã phải nộp phạt số tiền lên đến 600.000 USD (~13 tỷ VNĐ). Ngoài số tiền phạt, cô còn bị cấm xuất hiện trên sóng truyền hình ở Hàn Quốc trong 3 năm từ cuối năm 2011 đến cuối năm 2014.

## Sự nghiệp
Kim Ah-joong xuất hiện lần đầu trong bộ phim lãng mạn When Romance Meets Destiny năm 2005. Sau đó, cô xuất hiện trong một số quảng cáo và giành được vai chính đầu tiên cho bộ phim truyền hình Bizarre Bunch.
Năm 2006, Kim Ah-joong bắt đầu được chú ý và trở nên nổi tiếng khắp toàn Châu Á sau khi tham gia bộ phim điện ảnh Sắc đẹp ngàn cân, cô đảm nhận vai nữ chính Kang Han-na, một cô gái với thân hình ngoại cỡ, mang giọng hát thiên thần nhưng chưa một lần can đảm bước ra sân khấu. Nỗi mặc cảm với ngoại hình to béo của mình, cô quyết định thay đổi bản thân, để được chạm đến ánh đèn sân khấu và được chạm đến ánh mắt của người mà cô yêu thương. Phim thu hút tới hơn 6,6 triệu khán giả trên toàn quốc, với doanh thu 42 triệu USD và đứng thứ ba trong số các phim ăn khách nhất năm 2006. Vai diễn này cũng đã giúp cô đoạt giải Nữ diễn viên xuất sắc nhất Nữ diễn viên xuất sắc nhất tại Grand Bell Awards năm 2007. Cô đã hát riêng ca khúc của mình trong bộ phim, bao gồm cả "Beautiful Girl" trong phần mở đầu của bộ phim và phiên bản tiếng Hàn của bài hát "Maria"
Năm 2009, Kim Ah-joong trở lại diễn xuất, đóng cùng Hwang Jung-min trong bộ phim Chồng hờ vợ tạm.
Năm 2010, Kim Ah-joong tham gia một dự án phim do Mỹ-Trung Quốc hợp tác, Amazing, một bộ phim khoa học viễn tưởng về sự phát triển của một trò chơi bóng rổ thực tế ảo. Cùng năm đó, cô được chọn tham gia bộ phim y tế Sign, đóng vai một nhà khoa học pháp y.
Vào tháng 12 năm 2012, cô đóng chung với Ji Sung trong bộ phim hài lãng mạn Đối tác gợi cảm. Tiếp theo là một bộ phim hài lãng mạn khác Bắt em đi năm 2013.
Năm 2014, Kim Ah-joong đánh dấu sự trở lại màn ảnh nhỏ với vai diễn trong tác phẩm truyền hình Punch tạo được nhiều thiện cảm của khán giả. 2 năm sau, cô tái xuất với Wanted và chính thức được công chúng đón nhận.
Năm 2017, cô đóng vai chính trong bộ phim hài lãng mạn Lang y lừng danh cùng với Kim Nam-gil.
Năm 2018, Kim Ah-joong nhận lời tham gia bộ phim điện ảnh được chuyển thể từ bộ phim truyền hình tội phạm cùng tên Bad Guys của OCN.

## Đại sứ
- 2009: Đại sứ thiện chí cho FranceExpress[2]
- 2009: Ngày tiết kiệm lần thứ 46: Khen thưởng Thủ tướng[3]
- 2015: Đại sứ cho Liên hoan phim quốc tế phụ nữ Seoul lần thứ 17[4]

## Danh sách phim

### Phim điện ảnh
| Năm  | Tựa đề                     | Nhân vật                  | Ghi chú   | Nguồn |
| ---- | -------------------------- | ------------------------- | --------- | ----- |
| 2005 | When Romance Meets Destiny | Lee Kyung-jae             |           |       |
| 2006 | Sắc đẹp ngàn cân           | Kang Han-na/Jenny         |           |       |
| 2009 | Present                    | Spy W                     | Phim ngắn | [ 5 ] |
| 2010 | Foxy Festival              | Soo-jung                  | Khách mời | [ 6 ] |
| 2012 | Đối tác gợi cảm            | Yoon-jung                 |           |       |
| 2013 | Bắt em đi                  | Yoon Jin-sook/Lee Sook-ja |           |       |
| 2013 | Amazing                    | Erin                      |           |       |
| 2017 | Ông hoàng                  | Sang-hee                  | Khách mời | [ 7 ] |
| 2019 | Bad Guys                   | Kwak No-soon              |           |       |

### Phim truyền hình
| Năm  | Tựa đề                          | Nhân vật        | Kênh    | Nguồn |
| ---- | ------------------------------- | --------------- | ------- | ----- |
| 2004 | Emperor of the Sea              | Ha Jin          | KBS2    | [ 8 ] |
| 2005 | Our Attitude to Prepare Parting | Seo Hee-won     | MBC     | [ 9 ] |
| 2005 | Bizarre Bunch                   | Kim Jong-nam    | KBS1    |       |
| 2009 | Được sống cùng thần tượng       | Han Ji-soo      | KBS2    |       |
| 2011 | Sign                            | Go Da-kyung     | SBS     |       |
| 2014 | Punch                           | Shin Ha-Gyung   | SBS     |       |
| 2016 | Wanted                          | Jung Hye-in     | SBS     |       |
| 2017 | Lang y lừng danh                | Choi Yeon-kyung |         |       |
| 2022 | Lưới Điện                       | Jung Sae Byeok  | Disney+ |       |

### Video ca nhạc
| Năm  | Tên bài hát             | Nghệ sĩ       |
| ---- | ----------------------- | ------------- |
| 2005 | "Same thought"          | Shin Hye-sung |
| 2008 | "여자라서 하지 못한 말" | Youme         |

## Danh sách đĩa nhạc

### Đĩa đơn
| Năm  | Tên bài hát        | Nghệ sĩ      | Ghi chú                             |
| ---- | ------------------ | ------------ | ----------------------------------- |
| 2006 | "Beartiful Girl"   | Kim Ah-Joong | Nhạc phim Sắc đẹp ngàn cân          |
| 2006 | "Maria"            | Kim Ah-Joong | Nhạc phim Sắc đẹp ngàn cân          |
| 2006 | "Star"             | Kim Ah-Joong | Nhạc phim Sắc đẹp ngàn cân          |
| 2009 | "Over The Rainbow" | Kim Ah-Joong | Nhạc phim Được sống cùng thần tượng |

## Giải thưởng và đề cử
| Năm  | Giải thưởng                                | Hạng mục                                         | Đề cử                           | Kết quả   | Nguồn  |
| ---- | ------------------------------------------ | ------------------------------------------------ | ------------------------------- | --------- | ------ |
| 2005 | Dong-A TV Fashion-Beauty Awards            | Best Dresser                                     | —                               | Đoạt giải | [ 10 ] |
| 2005 | MBC Drama Awards                           | Best New Actress                                 | Our Attitude to Prepare Parting | Đề cử     |        |
| 2005 | KBS Drama Awards                           | Best New Actress                                 | Bizarre Bunch                   | Đoạt giải | [ 11 ] |
| 2006 | 42nd Baeksang Arts Awards                  | Best New Actress                                 | When Romance Meets Destiny      | Đề cử     |        |
| 2006 | 42nd Baeksang Arts Awards                  | Most Popular Actress                             | When Romance Meets Destiny      | Đoạt giải | [ 12 ] |
| 2006 | 27th Blue Dragon Film Awards               | Best New Actress                                 | When Romance Meets Destiny      | Đề cử     |        |
| 2007 | 6th Cyworld Digital Music Awards           | Song of the Month                                | "Beautiful Girl"                | Đoạt giải | [ 13 ] |
| 2007 | 2nd Asia Model Awards                      | Popular Star Award                               | —                               | Đoạt giải | [ 14 ] |
| 2007 | 30th Golden Cinematography Awards          | Best New Actress                                 | Sắc đẹp ngàn cân                | Đoạt giải | [ 15 ] |
| 2007 | 4th Max Movie Awards                       | Best Actress                                     | Sắc đẹp ngàn cân                | Đoạt giải | [ 16 ] |
| 2007 | 44th Grand Bell Awards                     | Best Actress                                     | Sắc đẹp ngàn cân                | Đoạt giải | [ 17 ] |
| 2007 | 44th Grand Bell Awards                     | Popularity Award                                 | Sắc đẹp ngàn cân                | Đoạt giải | [ 18 ] |
| 2007 | 1st Mnet 20's Choice Awards                | Best Actress                                     | Sắc đẹp ngàn cân                | Đoạt giải | [ 19 ] |
| 2007 | 15th Chunsa Film Art Awards                | Best Actress                                     | Sắc đẹp ngàn cân                | Đoạt giải | [ 20 ] |
| 2007 | 3rd Premiere Magazine's Rising Star Awards | Rising Star                                      | Sắc đẹp ngàn cân                | Đoạt giải | [ 21 ] |
| 2007 | 1st Korea Movie Star Awards                | Rookie Award                                     | Sắc đẹp ngàn cân                | Đoạt giải | [ 22 ] |
| 2007 | 1st Korea Movie Star Awards                | Best Couple Award                                | Sắc đẹp ngàn cân                | Đoạt giải | [ 22 ] |
| 2007 | 45th Motion Pictures Day                   | Most Promising Actress                           | Sắc đẹp ngàn cân                | Đoạt giải | [ 23 ] |
| 2007 | 28th Blue Dragon Film Awards               | Best Actress                                     | Sắc đẹp ngàn cân                | Đề cử     |        |
| 2007 | 28th Blue Dragon Film Awards               | Popular Star Award                               | Sắc đẹp ngàn cân                | Đoạt giải | [ 24 ] |
| 2007 | 6th Korean Film Awards                     | Best Actress                                     | Sắc đẹp ngàn cân                | Đề cử     |        |
| 2007 | 22nd Golden Disc Awards                    | Ceci Special Award                               | "Beautiful Girl"                | Đoạt giải | [ 25 ] |
| 2007 | Elle Style Award Asia                      | Hot Face Award                                   | —                               | Đoạt giải | [ 26 ] |
| 2009 | 3rd André Kim Best Star Award              | Female Star Award                                | —                               | Đoạt giải | [ 27 ] |
| 2009 | 7th Korea Lifestyle Awards                 | Best Dresser Award                               | —                               | Đoạt giải | [ 28 ] |
| 2009 | KBS Drama Awards                           | Excellence Award, Actress in a Miniseries        | The Accidental Couple           | Đoạt giải | [ 29 ] |
| 2011 | 47th Baeksang Arts Awards                  | Best Actress                                     | Sign                            | Đề cử     |        |
| 2011 | SBS Drama Awards                           | Top Excellence Award, Actress in a Drama Special | Sign                            | Đề cử     |        |
| 2015 | SBS Drama Awards                           | Top Excellence Award, Actress in a Drama Special | Punch                           | Đề cử     |        |
| 2016 | 5th APAN Star Awards                       | Excellence Award, Actress in a Miniseries        | Wanted                          | Đề cử     |        |
| 2017 | 1st The Seoul Awards                       | Best Actress                                     | Live Up to Your Name            | Đề cử     |        |